# フメリニツキー
フメリニツキー（ウクライナ語: Хмельни́цький [xmeʎˈn̪ɪt͡sʲkɪi̯] ( 音声ファイル) フメリヌィーツィキイ）は、西ウクライナに位置する都市。フメリニツキー州の州庁所在地。

## 呼称
歴史上では、プロスクーリウ（ウクライナ語: Проску́рів ）、プロスクーロフ（ロシア語: Проску́ров ）、プロスクィーリウ（ウクライナ語: Плоски́рів ）、プロスクィーロヴェツィ（ Плоскировець ）またはプロスクィーリウツィ（ Плоскирівці ）、プウォスキルフ（ポーランド語: Płoskirów ）とも呼ばれた。

## 地理
フメリニツキーは、フメリニツキー州の中部、南ブーフ川の川岸に位置している。

## 歴史
- 1431年：ポーランド王国のプロスクィーロヴェツィ村が初めて史料に登場した。
- 1434年：プロスクィーロヴェツィ村はプウォスキルフ町となった。
- 1648年‐1657年：フメリニツキーの乱によりプウォスキルフ町は破壊された。
- 1672年‐1699年：プウォスキルフ町はオスマン帝国に占領された。
- 1795年：プウォスキルフ町はロシア帝国の領土となり、「プロスクーロフ市」に改名されてプロスクーロフ郡の中央都市となった。
- 1917年：ウクライナ人民共和国の領土となった。
- 1920年：ウクライナ・ソヴィエト社会主義共和国の領土となった。
- 1941年：カームヤネツィ＝ポジーリシクィイ州（カムヤネツィ=ポジリシキー州）が設置され、プロスクーリウ町は当州の州庁所在地となった。
- 1954年：「フメリニツキー」に改名された。
- 1991年：ウクライナが独立する。市は、フメリニツキー州の州庁所在地となった。
- 2023年：前年から続くウクライナ侵攻では直接交戦はなかったものの、3月22日[3]には何らかの攻撃を受けて市内で爆発が生じた。

## 人口
2021年ウクライナの国勢調査によると人口は推計で274,582人。
- 2001年の人口統計学データによると[4]：
  - ウクライナ人は約93％、その他は7％。
  - 母語：ウクライナ語は約95％、その他は5％以下
  - 男性は47％、女性は53％

## 姉妹都市
- モデスト、アメリカ合衆国 1987年
- シリストラ、ブルガリア 1992年
- ボル、セルビア 1995年
- バルツィ、モルドバ 1996年
- チェハヌフ (en:Ciechanów)、ポーランド 1996年
- クラムフォシュ (en:Kramfors)、スウェーデン 1997年
- 石家荘市、中国 1998年